# Viktoria Mönch
Viktoria Mönch (* 1941 als Viktoria Waydhas in Berlin) ist eine deutsche Pharmazeutin.

## Werdegang
Viktoria Mönch war nach einem Studium der Pharmazie an der Ludwig-Maximilians-Universität München einige Jahre in öffentlichen Apotheken tätig und übernahm danach die stellvertretende Leitung der Apotheke am Klinikum Großhadern. Kurz darauf wurde sie – als erste Frau in dieser Position an einer Universitätsapotheke – Pharmaziedirektorin, darauffolgend leitende Pharmaziedirektorin am Klinikum Innenstadt in München. In ihren 25 Dienstjahren bis 1999 führte sie zahlreiche Neuheiten in der Klinikapotheke ein. Die 1992 neu gegründete Arzneimittel-Informationsstelle entstand für alle pharmazeutischen Fragestellungen für die 15 Kliniken der LMU, die 1998 für die öffentlichen bayerischen Apotheken erweitert wurde.
1998 wurde auf ihre Initiative erstmals eine Klinikapotheke, jene der Apotheke der Innenstadtkliniken der LMU, im deutschsprachigen Raum nach ISO 9001 zertifiziert. Darüber schrieb sie ein Handbuch zum Qualitätsmanagement (QMH) gemeinsam mit Christian Stempel.
Von Anbeginn ihrer Dienstzeit war ihr die Einführung/Etablierung der Klinischen Pharmazie in München für den pharmazeutischen Wissenstransfer zu den Ärzten und der pharmazeutischen Betreuung der Patienten ein besonderes Anliegen – beginnend mit der Teilnahme an der klinischen ärztlichen Visite (1981–1983) auf der neurochirurgischen Intensivstation des Klinikum Großhadern. Während ihrer Vorstandstätigkeit beim Bundesverband der Deutschen Krankenhausapotheker (ADKA e. V.) wurde 1985 der Fachapotheker für Klinische Pharmazie aus der Taufe gehoben. Es folgten zahlreiche zum Thema weiterführende Symposien, Vorträge, Moderationen sowie Publikationen im In- und Ausland.
Mitte der 1980er Jahre engagierte sie sich für ein „Pharmazeutisches Europa“ der Krankenhausapotheker (1. Europäisches Symposium für Krankenhausapotheker, 1986 in Wiesbaden) und die Förderung der weiblichen Kollegen (14. PAN American and Carribean Congress of Pharmaceutical Sciences. Pharmacy World Congress, Washington. International Forum For Women in Pharmacy: Women in Pharmacy in Germany.).
Sie initiierte die Erweiterung der Promotionsordnung zum Dr. rer. biol. hum. an der Medizinischen Fakultät der LMU (1982) und begleitete in ihrer Dienstzeit sechs Promotionen von Krankenhausapothekern zu diesem Doktorgrad zu Themen der Klinischen Pharmazie. Als Herausgeberin der Fachschriftenreihe Apotheke Klinikum Innenstadt trug sie maßgeblich zum hochqualifizierten interdisziplinären Wissenstransfer bei und förderte so eine enge Zusammenarbeit zwischen Ärzten und Pharmazeuten.
In 25 nationalen und internationalen Fachveranstaltungen und Kongressen gab sie ihr Wissen aus den Bereichen Klinische Pharmazie, pharmazeutische und militärpharmazeutische Geschichte und der Zertifizierung von Klinikapotheken nach ISO 9001 weiter. Sie lebt in München und ist nach wie vor in verschiedenen Organisationen beratend oder als aktives Mitglied tätig.

## Ämter
- Vizepräsidentin des Bundesverbandes Deutscher Krankenhausapotheker (ADKA e. V.) 1988–1992. Davor seit 1984–1988 Mitglied des Vorstandes
- Geschäftsführerin der Gesellschaft der Freunde und Förderer des Deutschen Medizinhistorischen Museums, Ingolstadt (1978–1986)
- Ehrenamtliche Richterin beim Landesberufsgericht für die Heilberufe beim Obersten Bayerischen Landesgericht (1982–2002)
- Geschäftsführerin der Arzneimittelkommission der Klinika der LMU. Mitglied aller Unterkommissionen.
- Mitglied der Ethikkommission für Klinische Studien der Medizinischen Fakultät der LMU (seit 2000)[1]

## Ehrungen
- 1987: Dienstplakette des Deutschen Medizinhistorischen Museums
- 1994: Rapp-Medaille des Bundesverbandes Deutscher Krankenhausapotheker

## Projekte
- Etablierung einer Arzneimittelinformationsstelle für die 15 Kliniken des Innenstadtklinikums. Erweitert für die Apotheken des Freistaates Bayern 1998 als Regionale Informationsstelle Bayern
- Zertifizierung (1996) nach DIN EN ISO 9001 als erste Apotheke im gesamten deutschsprachigen Raum. Rezertifizierung 1999
- Erstmals in Deutschland Promotion von sechs Krankenhausapothekern zum Dr. rer. hum. biol. an der Med. Fakultät der LMU zu Themen der Klinischen Pharmazie
- Herausgeberin der Schriftenreihe Apotheke Klinikum Innenstadt
- Fernsehbeiträge zu Themen wie „Gentechnik“, „Placebo“ (SAT.1), „Antibiotika – Wundermittel oder Teufelszeug“ (1988) in der regelmäßigen Gesundheitssendung „Sprechstunde“ von Antje-Katrin Kühnemann